# Banco de España (stacja metra)
Banco de España – stacja metra w Madrycie, na linii 2. Znajduje się w dzielnicy Centro, w Madrycie i zlokalizowana jest pomiędzy stacjami Sevilla, Retiro. Stacja znajduje się w pobliżu Banku Hiszpanii, od którego została nazwana. Została otwarta 14 czerwca 1924.